# Huawei Y7 2019
Huawei Y7 2019 — бюджетний смартфон серії «Y» компанії Huawei. Також Huawei Y7 2019 має варіанти Huawei Y7 Prime 2019 з покращеним модулем передньої камери та Huawei Y7 Pro 2019 з переднім об'єктивом як в Y7 Prime 2019 та наявністю чипу NFC, але без сканера відбитків пальців. Також в Китаї був представлений Huawei Enjoy 9, що відрізняється від Y7 2019 наявністю фіолетового варіанту кольору та відсутністю сканера відбитків пальців.
Продажі Huawei Y7 2019 в Україні стартували у лютому 2019 року. Комплектація телефону: зарядний пристрій із кабелем, ключ для відмикання лотка sim карт. Анонсовано як бюджетний варіант зі стартовою ціною 200 доларів, теперішня середня ціна від 3999 грн за телефон чорного кольору.

## Зовнішній вигляд
Корпус Huawei Y7 2019 повністю виконаний з пластику із глянцевою задньою кришкою та матовою рамкою по периметру телефону.
Довжина — 158,92 мм, ширина — 76,91 мм, товщина — 8,1 мм, вага — 168 грамів. В українських магазинах модель представлена стандартним чорним кольором та голубим (Aurora Blue), особливістю якого є градієнтна задня частина з переходом кольору від синього до смарагдового.
Huawei Y7 2019 продавався в 3 кольорах: чорний, голубий (Aurora Blue), червоний (Coral Red), як у флагманських моделях Huawei P30 та Huawei P30 Pro. В Huawei Y7 Pro 2019 відсутній червоний варіант, Huawei Y7 Prime 2019 мав спеціальне видання Faux Leather (штучна шкіра коричневого кольору), а Huawei Enjoy 9 мав фіолетовий варіант (Aurora Purple).

## Апаратне забезпечення
Процесор Qualcomm Snapdragon 450 з 8 ядрами ARM Cortex-A53, що мають тактову частоту до 1,8 ГГц, і графічним прискорювачем Adreno 506.
Оперативна пам'ять складає 3 ГБ, обсяг власної пам'яті — 32 ГБ з можливістю розширення завдяки microSD-карті до 512 Гб.
Екран  — 6,26 дюймів із краплеподібним вирізом зверху. Має роздільну здатність 1520 × 720 пікселів (HD+) і співвідношення сторін 19:9.
Акумулятор незнімний 4000 мА·год.
Моделі отримали основну подвійну камеру з головним об'єктивом на 13 Мп з діафрагмою f/1.8 і фазовим автофокусом та сенсором глибини на 2 Мп з діафрагмою f/2.4. Також Huawei Y7 2019 та Enjoy 9 отримали фронтальну камеру на 8 Мп, а Y7 Prime 2019 та Y7 Pro 2019 — на 16 Мп. Основна та фронтальна камери вміють записувати відео в роздільній здатності 1080p@30fps.

## Програмне забезпечення
Смартфони працюють на операційній системі Android 8.1 Oreo з графічною оболонкою EMUI 8.2. Присутня підтримка розблокування за допомогою розпізнавання обличчя.
Підтримують стандарти зв'язку: FDD-LTE / WCDMA / GSM.
Бездротові інтерфейси: Bluetooth, Wi-Fi Direct.
Формати аудіо: AMR-NB, AAC, AAC+, eAAC+.
Формати відео: H.263, H.264, MPEG-4.